# Раумер, Георг Вильгельм фон
Георг Вильгельм фон Ра́умер (нем. Georg Wilhelm von Raumer; 19 ноября 1800, Берлин — 11 марта 1856, Берлин) — германский юрист и историк.

## Биография
Родился в семье посольского советника и директора архива Карла фон Раумера. Окончил Фридрихсвердерскую гимназию, затем изучал юридические науки в университетах в Гёттингенском, Берлинском и Гейдельбергском университетах. После сдачи экзамена на право заниматься юридической практикой был с 1823 года аускулятором, с 1825 года — стажёром при Берлинском апелляционном суде. Тогда же увлёкся историей и архивным делом.
В 1829 году стал сотрудником министерства финансов, 6 июля 1833 года был переведён на работу в прусское министерство двора государственным советником (Regierungsrat), а спустя четыре года — тайным государственным советником (Geheimen Regierungsrat) и директором архива.
С 1 ноября 1839 года имел почётную докторскую степень по юриспруденции от Берлинского университета. В 1842 году он стал членом Общей комиссии по наградам.
Год спустя, 17 марта 1843 года, он был произведён в старшие тайные государственные советники (Geheimen Oberregierungsrat) и дополнительно возглавил секретный государственный архив. На этой должности, ранее занимаемой его отцом, он прослужил до 1852 года. При нём Большой берлинский архив был разделён на Государственный и Королевский фамильный.
22 января 1844 году он был назначен членом Прусского государственного совета.
Покончил жизнь самоубийством.
Главные его труды: «Ueber die älteste Geschichte und Verfassung der Kurmark» (Берлин, 1830), «Die Neumark Brandenburg i. J. 1337» (Берлин, 1837), «Die Insel Wollin und das Seebad Misdroy» (Берлин, 1851).

## Награды
Королевства Пруссия:
- Орден Красного орла 3-го класса с бантом (1842)[3]
- Княжеский орден Дома Гогенцоллернов почётный крест 2-го класса[4]
- Орден Красного орла 2-го класса с дубовыми листьями (1846)[5]; звезда к ордену (1853)
- Княжеский орден Дома Гогенцоллернов почётный крест 1-го класса

Прочих государств:
- Орден Святого Владимира 3-й степени (21 сентября 1846, Российская империя)[6]
- Орден Заслуг Святого Михаила командорский крест (королевство Бавария)
- Орден Саксен-Эрнестинского дома командорский крест 1-го класса
- Орден Вильгельма (Гессен-Кассель)[нем.] командорский крест 1-го класса (Гессен-Кассель)